# 宮崎唯
宮崎 唯（宮﨑 唯、みやざき ゆい、1993年11月8日 - ）は、日本の女性声優。アーティストクルー所属。兵庫県出身。

## 経歴
神戸市を中心に活動する3人組アニメソングユニット「ゆあみ!」（you&me!）に参加していた。
フリーの声優として活動してきたが、2021年6月15日よりアーティストクルーに所属した。

## 人物
- 仲の良い声優は臼井晴菜[7][リンク切れ]。
- 趣味はお菓子作り[8]。読書好き、ラーメン好きである[5]。
- 特技は何事もポジティブに捉える事である[8]。
- 保育士・幼稚園教諭第二種の資格を持っている[2]。

## 出演
太字はメインキャラクター。

### Webアニメ
- SNSポリス（2018年、女、システムボイス 他）

### ゲーム
- ウチの姫さまがいちばんカワイイ（2016年、海皇姫ポセイドン）[9]
- ファンタジースクワッド（2017年 - 、プラディア、ロシリア、ニュウ）[9]
- ファントム オブ キル（2018年、ベガルタ〈無邪気〉[10]）
- My Maid Girlfriend（2018年、Ana）

### ドラマCD
- 帝都のフロントクラーク（2017年、松屋町千代鶴）[9]

### ラジオドラマ
- 山口勝平・星守紗凪のかっぺい流!?ボイス道場!（2017年、HiBiKi Radio Station※）[9]

### 吹き替え
- スリー・ジャスティス 孤高のアウトロー（ポーリータ）
- パーフェクト・スイーツ（英語版）（マギー）
- バッド・ディシジョン 終わりなき悪夢のはじまり（サビーヌ）

### ラジオ
※はインターネット配信。
- 宮﨑唯のはーとふるステーション（2016年 - 2018年、FRESH!※）[9]
- 萌神絵音（2017年 - 2018年[9]、RADIO NEO）※2017年8月18日放送分より二代目絵守未來として出演[11]。
- ラヂオ「あづま女子高校妄想部！」（2017年 - 2018年[12]、ラヂオつくば・FRESH!※）[9]
- 宮﨑唯の御帰りなさいませ、お客様（2017年 、FRESH!※）[13][リンク切れ]

### その他のコンテンツ
- 妄想はアイである。（乃木さやか）[9]
- 福島ラーメン組っ! （大町タマ美）[9]